# Plasticard
Il plasticard è un materiale plastico venduto in fogli di diverso spessore, colore e trasparenza. Questi particolari fogli vengono utilizzati per compiere lavori quali costruzioni, modelli in scala o qualsiasi altro impiego modellistico o creativo.

Plasticard è il nome commerciale del materiale altrimenti noto come stirene o polistirene che viene adoperato per la fabbricazione delle custodie CD, per le smartcard, altri oggetti.

Il plasticard si incolla con un tipo particolare di colla che ha la funzione di sciogliere localmente il materiale. Accostando due parti dopo pochi minuti queste si saldano insieme e ad avvenuta essiccazione l'insieme è perfettamente carteggiabile e si presenta come un pezzo unico.